# Reasonable Doubt
Reasonable Doubt — дебютний студійний альбом американського репера Jay-Z, випущений 25 червня 1996 року на лейблі Roc-A-Fella Records. Альбом спродюсували DJ Premier, Ski, Knobody та DJ Clark Kent, а серед запрошених гостей були Memphis Bleek, Мері Джей Блайдж, The Notorious B.I.G. та інші. Альбом містить теми мафіозного репу та сувору лірику про спосіб життя «аферистів» і матеріальні одержимості.
Альбом дебютував 23 рядок у Billboard 200 і отримав платиновий статус у 2002 році; всього ж станом на 2006 рік було продано понад 1,5 млн екземплярів.
Альбом був добре прийнятий слухачами та критиками, альбом відразу здобув титул «класики репу» і вважається одним із найкращих альбомів Jay-Z. Альбом входить до списків кращих альбомів за версією журналів The Source, Blender, а також став 248-м у списку 500 найбільших альбомів усіх часів за версією журналу Rolling Stone.

## Список композицій
| #     | Назва                                                | Автор                                    | Продюсер(и)                      | Тривалість |
| ----- | ---------------------------------------------------- | ---------------------------------------- | -------------------------------- | ---------- |
| 1.    | «Can't Knock the Hustle» (за участю Mary J. Blige)   | Shawn Carter Marcus Miller Jerome Foster | Knobody Sean Cane [a] Dahoud [a] | 5:17       |
| 2.    | «Politics as Usual»                                  | Carter David Willis Cynthia Biggs        | Ski                              | 3:41       |
| 3.    | «Brooklyn's Finest» (за участю The Notorious B.I.G.) | Carter Clark Kent Christopher Wallace    | Clark Kent Dame Dash [a]         | 4:36       |
| 4.    | «Dead Presidents II»                                 | Carter Lonnie Liston Smith Willis        | Ski                              | 4:27       |
| 5.    | «Feelin' It» (за участю Mecca)                       | Carter Willis                            | Ski                              | 3:48       |
| 6.    | «D'Evils»                                            | Carter Christopher Martin                | DJ Premier                       | 3:31       |
| 7.    | «22 Two's»                                           | Carter Willis                            | Ski                              | 3:29       |
| 8.    | «Can I Live»                                         | Carter Irving Lorenzo                    | DJ Irv                           | 4:10       |
| 9.    | «Ain't No Nigga» (за участю Foxy Brown)              | Carter Inga Marchand Jonathan Burks      | Big Jaz                          | 4:03       |
| 10.   | «Friend or Foe»                                      | Carter Martin                            | DJ Premier                       | 1:49       |
| 11.   | «Coming of Age» (за участю Memphis Bleek)            | Carter Franklin James Mtume              | Clark Kent                       | 3:59       |
| 12.   | «Cashmere Thoughts»                                  | Carter Franklin                          | Clark Kent                       | 2:56       |
| 13.   | «Bring It On» (за участю Big Jaz і Sauce Money)      | Carter Martin Burks Todd Gaither         | DJ Premier                       | 5:01       |
| 14.   | «Regrets»                                            | Carter Patty F. Di Pasquale              | Peter Panic                      | 4:34       |
| 55:32 |                                                      |                                          |                                  |            |

| Обмежене видання та цифровий бонус-трек | Обмежене видання та цифровий бонус-трек                                | Обмежене видання та цифровий бонус-трек      | Обмежене видання та цифровий бонус-трек | Обмежене видання та цифровий бонус-трек |
| #                                       | Назва                                                                  | Автор                                        | Продюсер(и)                             | Тривалість                              |
| --------------------------------------- | ---------------------------------------------------------------------- | -------------------------------------------- | --------------------------------------- | --------------------------------------- |
| 15.                                     | «Can't Knock the Hustle» (Fool's Paradise remix з Meli'sa Morgan)      | Carter Lorenzo Lesette Wilson Meli'sa Morgan | DJ Irv                                  | 4:43                                    |
| 16.                                     | «Dead or Alive (Part 1)» (за участю Sauce Money (бонус-трек у Японії)) |                                              |                                         | 3:43                                    |

| Перевидання | Перевидання                               | Перевидання                    | Перевидання | Перевидання |
| #           | Назва                                     | Автор                          | Продюсер(и) | Тривалість  |
| ----------- | ----------------------------------------- | ------------------------------ | ----------- | ----------- |
| 15.         | «Can I Live II» (за участю Memphis Bleek) | Carter Malik Johnson Malik Cox | K-Rob       | 3:57        |

## Чарти

### Щотижневі чарти
| Чарт (1996)                            | Найвища позиція |
| -------------------------------------- | --------------- |
| США Billboard 200                      | 23              |
| США Top R&B/Hip-Hop Albums (Billboard) | 3               |

### Річні чарти
| Чарт (1996)                            | Позиція |
| -------------------------------------- | ------- |
| США Top R&B/Hip-Hop Albums (Billboard) | 30      |